# Mary Ford

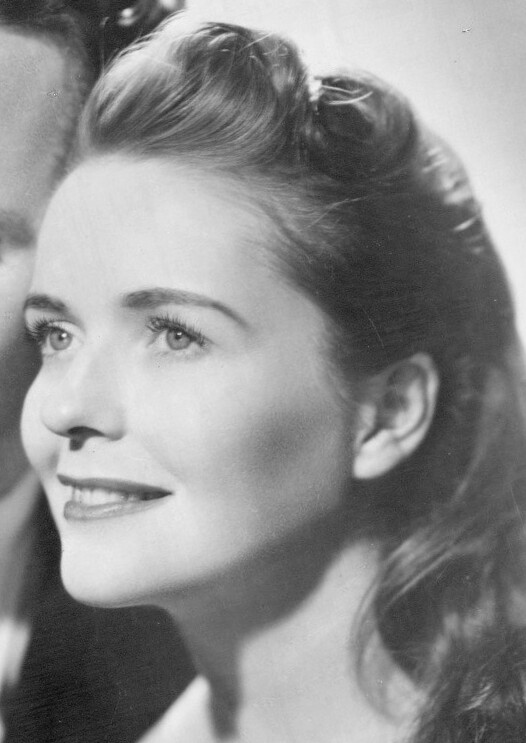
Mary Ford, 1953

Mary Ford (* 7. Juli 1924 in El Monte, Kalifornien als Iris Colleen Summers; † 30. September 1977 in Arcadia, Kalifornien) war eine amerikanische Sängerin und Gitarristin. Sie wurde bekannt durch das Duo Les Paul & Mary Ford mit ihrem Ehemann Les Paul.

## Leben
Zunächst als Countrymusikerin für Künstler wie Gene Autry und Jimmy Wakely unter ihrem Geburtsnamen tätig, erzielte sie ihre größten Erfolge im Duett mit ihrem späteren Ehemann Lester William Polfus (genannt „Les Paul“). Der Künstlername Mary Ford wurde von Les Paul aus einem Telefonbuch herausgesucht, da man der Meinung war, dass der Name Iris Colleen Summers für eine Künstlerin nicht griffig genug sei.
Mary Ford war mit Les Paul seit 1946 liiert. Die Heirat erfolgte im Jahr 1949.
Das Duo Les Paul & Mary Ford war in den 1950ern sehr erfolgreich mit zahlreichen Liveauftritten und Plattenaufnahmen. In den Jahren 1950 bis 1954 hatten Les Paul und Mary Ford 16 Top-Ten-Hits in den USA; davon fünf innerhalb von nur neun Monaten. Zu ihren größten Erfolgen gehörten die Titel How High The Moon und The World Is Waiting For The Sunrise. Weiter erhielt das Ehepaar eine eigene Fernsehshow, die unter dem Namen The Les Paul and Mary Ford at Home Show von 1953 bis 1960 erfolgreich im US-Fernsehen lief.
Da das Nomadenleben als Musiker die Ehe stark belastete, ließ sich das Paar im Jahr 1964 scheiden. Mary Ford zog sich vom Musikgeschäft zurück, Les Paul arbeitete zunächst als Hobbyerfinder und Berater für die Gitarrenbaufirma Gibson, bevor er mit Gastauftritten und Soloprojekten auf die Bühne zurückkehrte.
Mary Ford heiratete nach der Trennung von Les Paul erneut und nahm den Namen „Hatfield“ ihres neuen Ehemanns an. Bis zu ihrem Tod im Jahre 1977 lebte sie in Monrovia, Kalifornien. Ihre künstlerischen Aktivitäten beschränkten sich auf gelegentliche Benefizauftritte und Musik im Kreise ihrer Familie. Mary Ford starb am 30. September 1977 als Folge ihrer Diabeteserkrankung.

## Leistungen
Das Duo Les Paul & Mary Ford zeichnete sich vor allem durch die Verwendung der damals noch neuen Mehrspur-Aufnahmetechnik aus. Mary Ford konnte im Studio mehrstimmige Chöre mit sich selbst singen, indem verschiedene Harmonieparts vorher aufgezeichnet und später zusammengemischt wurden. Für Liveauftritte erfand Les Paul die sogenannten „Les Paulverizer“ und „Mary Fordverizer“; beides hinter der Bühne versteckte Tonbandgeräte, die Les Paul von seiner Gitarre aus fernsteuern konnte.
Zusammen erzielte das Duo in den 1950ern großen Erfolg mit ihrer Musik, die sich durch eingängige, von Jazz und Swing beeinflusste Melodien auszeichnete. Trotz des revolutionären Einsatzes von neuer Tontechnik und Klangeffekten galt das Paar vor allem durch ihre Fernsehserie als das Vorbild einer glücklichen, leicht biederen amerikanischen Musterfamilie.

## Diskografie

### Singles (Auswahl)
- Lover (When You're Near Me)
- How High the Moon
- Vaya Con Dios
- Bye Bye Blues

### Alben (Auswahl)
- Wingin' South
- Lover's Luau
- Warm and Wonderful
- New Sound
- Hits of Les and Mary